# Ловери, Клинт
Клинт Эдвард Ловери (англ. Clint Edward Lowery, родился 15 декабря 1971) — хард-рок гитарист, ранее работавший с группами Still Rain и Sevendust (для которой он также выполнял обязанности бэк-вокалиста). В настоящее время Ловери играет в группе Dark New Day и выступал в качестве гитариста в турах Korn до 2007 включительно. Клинт Ловери был упомянут в списке благодарностей Филди в альбоме Korn Untitled. У Клинта два брата, Кори и Дастин, которые также играют в различных группах.
По семейным обстоятельствам, Клинт был вынужден покинуть Korn на месяц раньше, чем предполагалось, и на его место встал Шейн Гибсон. В сентябре 2007 Клинт Ловери начал записывать в студии новый альбом Dark New Day.
Личная жизнь
В описании к своей песне "Distance", вышедшей 12 марта 2020 года Клинт рассказал, что его мать умерла.

## Снаряжение
Клинт использует гитары PRS Guitars, акустические гитары Yamaha и гитарные усилители Hughes & Kettner

## Дискография

### Still Rain
- Still Rain
- Bitter Black Water

### Sevendust
- Sevendust (1997)
- Home (1999)
- Animosity (2001)
- Seasons (2003)
- Cold Day Memory (2010)

### Dark New Day
- Twelve Year Silence (14 июня, 2005)
- Black Porch (Acoustic Sessions) (EP) (5 сентября, 2006)

### Korn
- Family Values Tour 2007 DVD & CD (должен выйти в 2007 или 2008)